# Vracovjáci
Vracovjáci je slovácká kapela dechové hudby z Vracova. Založil ji Libor Neduchal v roce 1990, avšak kvůli odchodu většiny členů na základní vojenskou službu hrají Vracovjáci naplno až od jejich návratu v roce 1992. Později začali vystupovat v televizi a rozhlase a roku 1998 vyhráli Zlatou křídlovku. Nynějším kapelníkem je Jiří Pres.

## Diskografie
- Pěkná chvilka (1994)
- V hodovů nedělu (1995)
- Pro přátele (1998)
- Vracovjáci 10 let (2000)
- Pod ořechama (2003)
- A jedem... (2005)
- Vracove, milý Vracove (2009)